# Wilf Mannion
Wilfred James "Wilf" Mannion (16. maj 1918 – 14. april 2000) var en engelsk fodboldspiller, der spillede som angriber. Han var på klubplan tilknyttet Middlesbrough, Hull og Cambridge, og spillede desuden 26 kampe (11 mål) for Englands landshold. Han var en del af den engelske trup til VM i 1950 i Brasilien.
En statue af Mannion er rejst foran Middlesbroughs stadion, Riverside Stadium.